# Али, Абдихакин
Абдихакин Абдулькадир Али (швед. Abdihakin Abdulkadir Ali; род. 22 января 2002, Сольна, Стокгольм) — шведский футболист, полузащитник АИК.

## Клубная карьера
Футболом начал заниматься в клубе «Васалунд Стокгольм Ринкебю» в шесть лет. В возрасте 10 лет перешёл в академию столичного АИК. Осенью 2021 года тренировался в «Васалунде», с которым перед сезоном 2022 года подписал контракт, рассчитанный на три года. Первую игру за новый клуб провёл 3 апреля в первом туре нового сезона первого дивизиона с «Умео», заменив на 57-й минуте Элиаса Дурмаза. В общей сложности сыграл 27 матчей, в которых забил 5 мячей.
В ноябре 2022 года вернулся в АИК, подписав с клубом четырёхлетний контракт. 4 июня 2023 года дебютировал в чемпионате Швеции в матче с «Кальмаром», заменив в середине второго тайма Джимми Дурмаза.

## Клубная статистика
| Выступление      | Выступление      | Выступление      | Лига | Лига | Кубки | Кубки | Конт. кубки | Конт. кубки | Итого | Итого |
| Клуб             | Лига             | Сезон            | Игры | Голы | Игры  | Голы  | Игры        | Голы        | Игры  | Голы  |
| ---------------- | ---------------- | ---------------- | ---- | ---- | ----- | ----- | ----------- | ----------- | ----- | ----- |
| Васалунд         | Дивизион 1       | 2022             | 25   | 3    | 2     | 0     | 0           | 0           | 27    | 3     |
| Васалунд         | Итого            | Итого            | 25   | 3    | 2     | 0     | 0           | 0           | 27    | 3     |
| АИК              | Алльсвенскан     | 2023             | 2    | 0    | 0     | 0     | 0           | 0           | 2     | 0     |
| АИК              | Итого            | Итого            | 2    | 0    | 0     | 0     | 0           | 0           | 2     | 0     |
| Всего за карьеру | Всего за карьеру | Всего за карьеру | 27   | 3    | 2     | 0     | 0           | 0           | 29    | 3     |